# 比拉韦尔特兰
比拉韦尔特兰，是西班牙加泰罗尼亚赫罗纳省的一个市镇。总面积2平方公里，总人口783人（2001年），人口密度392人/平方公里。